# Selbu kommun
Selbu kommun (norska: Selbu kommune) är en kommun i Trøndelag fylke i mellersta Norge. Kommunens centralort är tätorten Mebonden.  

## Administrativ historik
Selbu kommun upprättades den 1 januari 1838 (som Sælboe formannskapsdistrikt) när Formannskapslovene från 1837 trädde i kraft. Kommunen hade då en omfattning motsvarande de båda nuvarande kommunerna Selbu och Tydal.
Den 1 januari 1901 bröts Tydals kommun ut ur kommunen som då minskade från 5 488 invånare före delningen till 4 607 invånare efter.

## Kommunvapen
Kommunvapnet består av tre regelbundna stjärnoktagoner, som syftar på selburoser, vilka är de traditionella mönsterelementen i så kallad selbustickning av vantar, strumpor, koftor, luvor och halsdukar i ylle som bygden gjort sig känd för och som under 1900-talet svarat för stor del av bygdens näringsliv.

## Tätorter
I Selbu kommun finns två tätorter:
- Mebonden (centralort)
- Trøa

## Socknar
Inom Norska kyrkan motsvaras Selbu kommun av Selbu socken i Stjørdals prosteri i Nidaros stift.

## Bilder

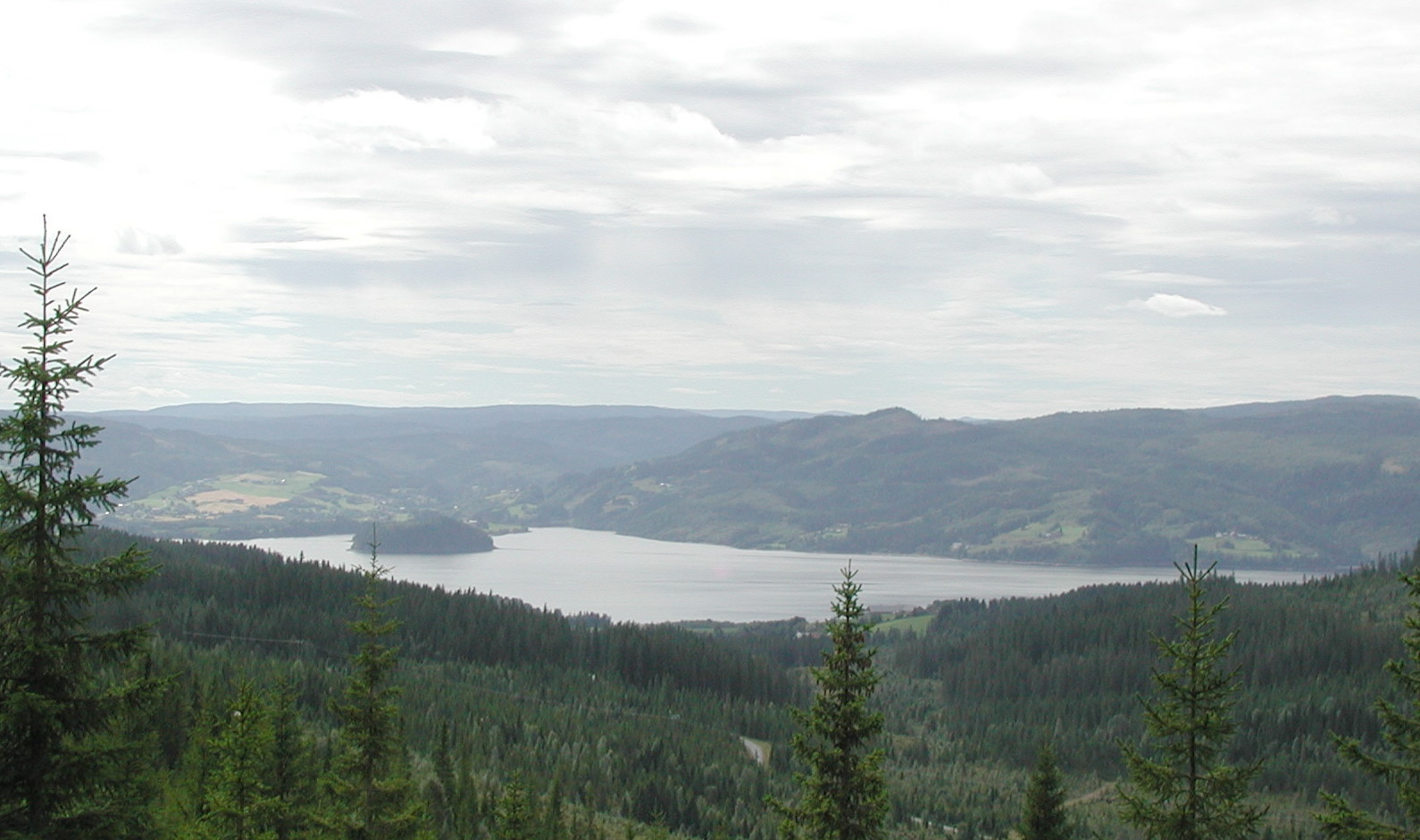
Selbusjøen.
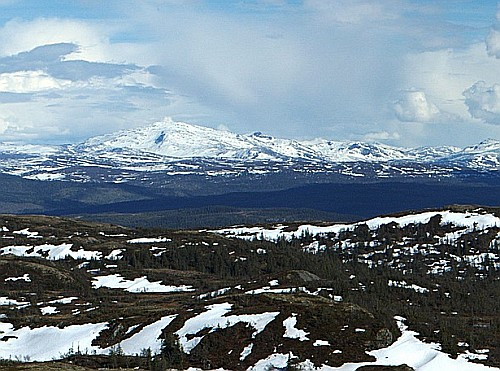
Fongen.